# Llista de resolucions del Consell de Seguretat de les Nacions Unides 1401 a la 1500
Aquesta és una llista entre les resolucions 1401 a 1500 del Consell de Seguretat de les Nacions Unides aprovades entre el 28 de març de 2002 i el 14 d'agost de 2003.
| Resolució      | Data                   | Votació                                       | Assumpte |
| -------------- | ---------------------- | --------------------------------------------- | --- |
| Resolució 1401 | 28 de març de 2002     | 15–0–0                                        | Estableix Missió d'Assistència de les Nacions Unides a l'Afganistan                                             |
| Resolució 1402 | 30 de març de 2002     | 14–0–0 (Síria no hi participa)                | Crida a un alto el foc entre Israel i els palestins durant Operació Escut Defensiu                              |
| Resolució 1403 | 4 d'abril de 2002      | 15–0–0                                        | Demanda la implementació de la resolució 1402                                                                   |
| Resolució 1404 | 18 d'abril de 2002     | 15–0–0                                        | Amplia el control del mecanisme contra les sancions UNITA a Angola                                              |
| Resolució 1405 | 19 d'abril de 2002     | 15–0–0                                        | Insta l'accés a la població civil palestina per organitzacions humanitàries                                     |
| Resolució 1406 | 30 d'abril de 2002     | 15–0–0                                        | Estén el mandat de la Missió de Nacions Unides pel Referèndum al Sàhara Occidental                              |
| Resolució 1407 | 3 de maig de 2002      | 15–0–0                                        | Estableix el panell d'experts per investigar les violacions de l'embargament d'armes contra Somàlia             |
| Resolució 1408 | 6 de maig de 2002      | 15–0–0                                        | Estén sancions contra Libèria                                                                                   |
| Resolució 1409 | 14 de maig de 2002     | 15–0–0                                        | Adopta sancions revisades contra Iraq; estén Programa Petroli per Aliments                                      |
| Resolució 1410 | 17 de maig de 2002     | 15–0–0                                        | Estableix Missió de les Nacions Unides de Suport a Timor Oriental                                               |
| Resolució 1411 | 17 de maig de 2002     | 15–0–0                                        | Judges que tinguin Ciutadania múltiple al Tribunal Penal Internacional per a Ruanda i antiga Iugoslàvia         |
| Resolució 1412 | 17 de maig de 2002     | 15–0–0                                        | Suspèn restriccions de viatge a oficials d'UNITA a Angola                                                       |
| Resolució 1413 | 23 de maig de 2002     | 15–0–0                                        | Estén autorització de la Força Internacional d'Assistència i de Seguretat a Afganistan                          |
| Resolució 1414 | 23 de maig de 2002     | Aprovada sense votació                        | Admissió de Timor Oriental a les Nacions Unides                                                                 |
| Resolució 1415 | 30 de maig de 2002     | 15–0–0                                        | Estén el mandat de la Força de les Nacions Unides d'Observació de la Separació                                  |
| Resolució 1416 | 13 de juny de 2002     | 15–0–0                                        | Estén el mandat de la Força de les Nacions Unides pel Manteniment de la Pau a Xipre                             |
| Resolució 1417 | 14 de juny de 2002     | 15–0–0                                        | Estén el mandat de la Missió de les Nacions Unides a la República Democràtica del Congo                         |
| Resolució 1418 | 21 de juny de 2002     | 15–0–0                                        | Estén el mandat de Missió de les Nacions Unides a Bòsnia i Hercegovina                                          |
| Resolució 1419 | 26 de juny de 2002     | 15–0–0                                        | Crida a la cooperació amb l'Administració Transitòria Afganesa                                                  |
| Resolució 1420 | 30 de juny de 2002     | 15–0–0                                        | Estén el mandat de la Missió de les Nacions Unides a Bòsnia i Hercegovina                                       |
| Resolució 1421 | 3 de juliol de 2002    | 15–0–0                                        | Estén el mandat de la Missió de les Nacions Unides a Bòsnia i Hercegovina                                       |
| Resolució 1422 | 12 de juliol de 2002   | 15–0–0                                        | Es concedeix immunitat al personal de manteniment de la pau de les Nacions Unides a la fiscalia                 |
| Resolució 1423 | 12 de juliol de 2002   | 15–0–0                                        | Estén el mandat de la Missió de les Nacions Unides a Bòsnia i Hercegovina                                       |
| Resolució 1424 | 12 de juliol de 2002   | 15–0–0                                        | Estén el mandat de la Missió d'Observadors de les Nacions Unides a Prevlaka                                     |
| Resolució 1425 | 22 de juliol de 2002   | 15–0–0                                        | Estableix panell d'experts per estratar i implementar plenament l'embargament d'armes contra Somàlia            |
| Resolució 1426 | 24 de juliol de 2002   | Aprovada sense votació                        | Admissió de Suïssa a les Nacions Unides                                                                         |
| Resolució 1427 | 29 de juliol de 2002   | 15–0–0                                        | Estén el mandat de la Missió d'Observació de les Nacions Unides a Geòrgia                                       |
| Resolució 1428 | 30 de juliol de 2002   | 15–0–0                                        | Estén el mandat de la UNIFIL                                                                                    |
| Resolució 1429 | 30 de juliol de 2002   | 15–0–0                                        | Estén el mandat de la Missió de Nacions Unides pel Referèndum al Sàhara Occidental                              |
| Resolució 1430 | 14 d'agost de 2002     | 15–0–0                                        | Ajusta el mandat de la Missió de les Nacions Unides a Etiòpia i a Eritrea                                       |
| Resolució 1431 | 14 d'agost de 2002     | 15–0–0                                        | Estableix un grup de jutges ad litem del Tribunal Penal Internacional per a Ruanda                              |
| Resolució 1432 | 15 d'agost de 2002     | 15–0–0                                        | Estén suspensió de les sancions de viatge contra UNITA a Angola                                                 |
| Resolució 1433 | 15 d'agost de 2002     | 15–0–0                                        | Estableix la Missió de les Nacions Unides a Angola                                                              |
| Resolució 1434 | 6 de setembre de 2002  | 15–0–0                                        | Estén el mandat de la Missió de les Nacions Unides a Etiòpia i a Eritrea                                        |
| Resolució 1435 | 24 de setembre de 2002 | 14–0–1 (abstenció: Estats Units)              | Demanda de la fi de les mesures israelianes a Ramal·lah i retirada de tropes                                    |
| Resolució 1436 | 24 de setembre de 2002 | 15–0–0                                        | Estén el mandat de Missió de les Nacions Unides a Sierra Leone                                                  |
| Resolució 1437 | 11 d'octubre de 2002   | 15–0–0                                        | Estén el mandat de Missió d'Observadors de les Nacions Unides a Prevlaka per una etapa final                    |
| Resolució 1438 | 14 d'octubre de 2002   | 15–0–0                                        | Condemna els atemptats a Bali, Indonèsia                                                                        |
| Resolució 1439 | 18 d'octubre de 2002   | 15–0–0                                        | Estén mecanisme de seguiment de les sancions contra UNITA a Angola; derogada la prohibició de viatjar           |
| Resolució 1440 | 24 d'octubre de 2002   | 15–0–0                                        | Condemna la presa d'ostatges del teatre Dubrovka                                                                |
| Resolució 1441 | 8 de novembre de 2002  | 15–0–0                                        | Dona a l'Iraq l'última oportunitat per desarmar-se                                                              |
| Resolució 1442 | 25 de novembre de 2002 | 15–0–0                                        | Estén el mandat de Força de les Nacions Unides pel Manteniment de la Pau a Xipre                                |
| Resolució 1443 | 25 de novembre de 2002 | 15–0–0                                        | Estén el Programa Petroli per Aliments iraquià                                                                  |
| Resolució 1444 | 27 de novembre de 2002 | 15–0–0                                        | Estén autorització de la Força Internacional d'Assistència i de Seguretat a Afganistan                          |
| Resolució 1445 | 4 de desembre de 2002  | 15–0–0                                        | Expandeix la Missió de les Nacions Unides a la República Democràtica del Congo                                  |
| Resolució 1446 | 4 de desembre de 2002  | 15–0–0                                        | Estén sancions contra la importació il·legal de diamantss de Sierra Leone                                       |
| Resolució 1447 | 4 de desembre de 2002  | 15–0–0                                        | Estén el Programa Petroli per Aliments iraquià                                                                  |
| Resolució 1448 | 9 de desembre de 2002  | 15–0–0                                        | Acaba sancions contra UNITA a Angola                                                                            |
| Resolució 1449 | 13 de desembre de 2002 | 15–0–0                                        | Nomenament de jutges al Tribunal Penal Internacional per a Ruanda                                               |
| Resolució 1450 | 13 de desembre de 2002 | 14–1–0 (en contra: Síria)                     | Condemna atacs contra objectius israelians a Mombasa, Kenya                                                     |
| Resolució 1451 | 17 de desembre de 2002 | 15–0–0                                        | Estén el mandat de la Força de les Nacions Unides d'Observació de la Separació                                  |
| Resolució 1452 | 20 de desembre de 2002 | 15–0–0                                        | Ajusta les provisions de sancions contra els Talibans i Al-Qaeda                                                |
| Resolució 1453 | 24 de desembre de 2002 | 15–0–0                                        | Kabul aprova la Declaració sobre relacions de bon veïnatge a Afganistan                                         |
| Resolució 1454 | 30 de desembre de 2002 | 13–0–2 (abstencions: Rússia, Síria)           | Ajusta la llista de bens restringits i procediment pel Programa Petroli per Aliments iraquià                    |
| Resolució 1455 | 17 de gener de 2003    | 15–0–0                                        | Millora implementació de mesures contra els Talibans i Al-Qaeda                                                 |
| Resolució 1456 | 20 de gener de 2003    | 15–0–0                                        | Demana una acció urgent per suprimir i evitar el suport al terrorisme                                           |
| Resolució 1457 | 24 de gener de 2003    | 15–0–0                                        | Condemna l'explotació il·legal de recursos naturals a la República Democràtica del Congo; panell d'investigació |
| Resolució 1458 | 28 de gener de 2003    | 15–0–0                                        | Restableix el panell de seguiment del compliment de les sancions contra Libèria                                 |
| Resolució 1459 | 28 de gener de 2003    | 15–0–0                                        | Expressa suport al Procés de Kimberley                                                                          |
| Resolució 1460 | 30 de gener de 2003    | 15–0–0                                        | Nens en conflictes armats                                                                                       |
| Resolució 1461 | 30 de gener de 2003    | 15–0–0                                        | Estén el mandat de la UNIFIL                                                                                    |
| Resolució 1462 | 30 de gener de 2003    | 15–0–0                                        | Estén el mandat de la Missió d'Observació de les Nacions Unides a Geòrgia                                       |
| Resolució 1463 | 30 de gener de 2003    | 15–0–0                                        | Estén el mandat de la Missió de Nacions Unides pel Referèndum al Sàhara Occidental                              |
| Resolució 1464 | 4 de febrer de 2003    | 15–0–0                                        | Crida per la implementació de l'acord de pau a Costa d'Ivori durant la Guerra civil                             |
| Resolució 1465 | 13 de febrer de 2003   | 15–0–0                                        | Condemna a l'atemptat a Bogotà, Colòmbia                                                                        |
| Resolució 1466 | 14 de març de 2003     | 15–0–0                                        | Estén el mandat de la Missió de les Nacions Unides a Etiòpia i a Eritrea                                        |
| Resolució 1467 | 18 de març de 2003     | 15–0–0                                        | Crida a estretir la cooperació contra el tràfic d'armes i mercenaris a Àfrica Occidental                        |
| Resolució 1468 | 20 de març de 2003     | 15–0–0                                        | Benvinguda a l'acord d'establiment del govern transitori a la República Democràtica del Congo                   |
| Resolució 1469 | 25 de març de 2003     | 15–0–0                                        | Estén el mandat de la Missió de Nacions Unides pel Referèndum al Sàhara Occidental                              |
| Resolució 1470 | 28 de març de 2003     | 15–0–0                                        | Estén el mandat de la Missió de les Nacions Unides a Sierra Leone                                               |
| Resolució 1471 | 28 de març de 2003     | 15–0–0                                        | Estén el mandat de la Missió d'Assistència de les Nacions Unides a Afganistan                                   |
| Resolució 1472 | 28 de març de 2003     | 15–0–0                                        | Ajustaments al Programa Petroli per Aliments iraquià                                                            |
| Resolució 1473 | 4 d'abril de 2003      | 15–0–0                                        | Redueix la policia i els components militars de la Missió de les Nacions Unides de Suport a Timor Oriental      |
| Resolució 1474 | 8 d'abril de 2003      | 15–0–0                                        | Restableix panell per investigar les violacions de l'embargament d'armes contra Somàlia                         |
| Resolució 1475 | 14 d'abril de 2003     | 15–0–0                                        | Lamenta la manca d'assoliment d'un acord en el conflicte de Xipre                                               |
| Resolució 1476 | 24 d'abril de 2003     | 15–0–0                                        | Estén el Programa Petroli per Aliments iraquià                                                                  |
| Resolució 1477 | 29 d'abril de 2003     | 15–0–0                                        | Nominacions de jutges ad litem al Tribunal Penal Internacional per a Ruanda                                     |
| Resolució 1478 | 6 de maig de 2003      | 15–0–0                                        | Estén sancions contra Libèria; prohibició d'importació de fusta liberiana                                       |
| Resolució 1479 | 13 de maig de 2003     | 15–0–0                                        | Estableix la Missió de les Nacions Unides a Costa d'Ivori                                                       |
| Resolució 1480 | 19 de maig de 2003     | 15–0–0                                        | Estén el mandat de Missió de les Nacions Unides de Suport a Timor Oriental                                      |
| Resolució 1481 | 19 de maig de 2003     | 15–0–0                                        | Dona més poders als jutges temporals al Tribunal Penal Internacional per a l'antiga Iugoslàvia                  |
| Resolució 1482 | 19 de maig de 2003     | 15–0–0                                        | Estén el mandat dels jutges al Tribunal Penal Internacional per a Ruanda                                        |
| Resolució 1483 | 22 de maig de 2003     | 14–0–0 (Síria no hi participa)                | Elimina sancions contra Iraq; estén el Programa Petroli per Aliments                                            |
| Resolució 1484 | 30 de maig de 2003     | 15–0–0                                        | Autoritza Operació Artemis a Bunia, República Democràtica del Congo                                             |
| Resolució 1485 | 30 de maig de 2003     | 15–0–0                                        | Estén el mandat de la Missió de Nacions Unides pel Referèndum al Sàhara Occidental                              |
| Resolució 1486 | 11 de juny de 2003     | 15–0–0                                        | Estén el mandat de Força de les Nacions Unides pel Manteniment de la Pau a Xipre                                |
| Resolució 1487 | 12 de juny de 2003     | 12–0–3 (abstencions: França, Alemanya, Síria) | Exempcions de les forces de pau de les Nacions Unides de la Cort Penal Internacional                            |
| Resolució 1488 | 26 de juny de 2003     | 15–0–0                                        | Estén el mandat de la Força de les Nacions Unides d'Observació de la Separació                                  |
| Resolució 1489 | 26 de juny de 2003     | 15–0–0                                        | Estén el mandat de la Missió de les Nacions Unides a la República Democràtica del Congo                         |
| Resolució 1490 | 3 de juliol de 2003    | 15–0–0                                        | Estén el mandat de la Missió d'Observació de les Nacions Unides per a l'Iraq i Kuwait                           |
| Resolució 1491 | 11 de juliol de 2003   | 15–0–0                                        | Estén el mandat de Força d'Estabilització a Bòsnia i Hercegovina                                                |
| Resolució 1492 | 18 de juliol de 2003   | 15–0–0                                        | Disposició de la Missió de les Nacions Unides a Sierra Leone                                                    |
| Resolució 1493 | 28 de juliol de 2003   | 15–0–0                                        | Estén el mandat de la Missió de les Nacions Unides a la República Democràtica del Congo                         |
| Resolució 1494 | 30 de juliol de 2003   | 15–0–0                                        | Estén el mandat de la Missió d'Observació de les Nacions Unides a Geòrgia                                       |
| Resolució 1495 | 31 de juliol de 2003   | 15–0–0                                        | Estén el mandat de la Missió de Nacions Unides pel Referèndum al Sàhara Occidental                              |
| Resolució 1496 | 31 de juliol de 2003   | 15–0–0                                        | Estén el mandat de la UNIFIL                                                                                    |
| Resolució 1497 | 1 d'agost de 2003      | 12–0–3 (abstencions: França, Alemanya, Mèxic) | Estableix força multinacional a Libèria durant la Segona Guerra Civil liberiana                                 |
| Resolució 1498 | 4 d'agost de 2003      | 15–0–0                                        | Renova autorització per forces franceses i d'Àfrica Occidental que operen a Costa d'Ivori                       |
| Resolució 1499 | 13 d'agost de 2003     | 15–0–0                                        | Estén panell de seguiment d'experts de l'explotació de recursos naturals a la República Democràtica del Congo   |
| Resolució 1500 | 14 d'agost de 2003     | 14–0–1 (abstenció: Síria)                     | Estableix la Missió d'Assistència de les Nacions Unides a l'Iraq                                                |